# Crave Entertainment
Crave Entertainment és una empresa desenvolupadora de videojocs creada el 1997 per Nima Taghavi. Es localitza a Newport Beach, Califòrnia. Crave Entertainment és una divisió de Handleman Corporation, que va ser comprada el 2005. Han publicat videojocs de Nintendo DS, Game Boy Advance, Nintendo 64 Nintendo GameCube, PlayStation, PlayStation 2, PSP i Xbox.

## Llista de videojocs
- AeroWings
- AeroWings 2: Airstrike
- Asteroids Hyper 64
- Bad Boys: Miami Takedown
- Battlezone: Rise of the Black Dogs
- The Bible Game
- Brunswick Pro Bowling
- Butt Ugly Martians
- Dave Mirra BMX Challenge
- Game
- Future Tactics: The Uprising
- Hard Rock Casino
- Intellivision Lives!
- Jade Cocoon
- Jade Cocoon 2
- Mojo!
- MX World Tour
- NRA Gun Club
- Pinball Hall of Fame
- Puzzle Challenge: Crosswords and More
- Skydancers
- Shadow Madness
- Snocross 2 Featuring Blair Morgan
- Strike Force Bowling
- Sudokoru
- Tokyo Xtreme Racer Advance
- Tokyo Xtreme Racer Drift
- Tokyo Xtreme Racer 3
- TriggerMan
- Tringo
- UFC: Tapout
- UFC Throwdown
- VeggieTales: LarryBoy and the Bad Apple
- World Championship Cards
- World Championship Poker Deluxe Series
- World Championship Poker: Featuring Howard Lederer ALL-IN
- World Championship Poker 2: Featuring Howard Lederer